# Pont de Pont-Rousseau
Le pont de Pont-Rousseau est un pont de Nantes, dans le quartier Nantes Sud et de Rezé, en France. Construit dans les années 1970, il est l'avant-dernier ouvrage d'art qui permet de franchir la Sèvre Nantaise avant que celle-ci rejoigne son point de confluence avec la Loire.

## Historique
La première passerelle qui franchit la Sèvre à cet endroit a été édifiée en 1132 et prend le nom de « pont Roussel », puis « pont Saint-Eutrope » mais fut, comme les autres, emporté par les crues. 
En 1230, le seigneur de Rezé cède ses droits de péage au prieuré de Pirmil. En 1599, dans un arrêt du roi sur le règlement de pêcheries, il enjoint au prieur de Pirmil et au comte de Rezé de relever et d'entretenir le Pont Rousseau. Le comte trouvant la charge trop lourde céda ses droits à la ville, ce que ne tardera pas à faire le prieur après avoir saisi les tribunaux.
En 1600, le pont mesure 70 pas soit environ 57 mètres de long, il sera reconstruit en 1658. Ce dernier fut emporté une première fois par une crue en 1663, puis par une seconde le 26 novembre 1770. Les finances étant insuffisantes pour la reconstruction d'un ouvrage, un bac gratuit fut mis en place. Mais le coût trop important de celui-ci décida les autorités à construire un pont en bois de 7 travées sur les plans de Mathurin Crucy, qui sera achevé en 1778. En 1793, durant la guerre de Vendée, le pont-Rousseau qui venait d'être de nouveau reconstruit est le siège d'un combat important.
En 1805, on interdit son usage, à la suite d'un mauvais entretien, l'ouvrage est alors reconstruit une nouvelle fois en 1806, sur les plans de l'Ingénieur Rapatel : 7 travées supportée par 6 pieux, 67 m de long, 8,70 m de large. Puis, le 9 juin 1821, on interdit encore la circulation sur ce pont qui a trop vite vieilli. Devant le trafic important, on finit par limiter uniquement le stationnement prolongé sur l'ouvrage qui menace néanmoins de s'effondrer malgré de nombreuses réparations de fortune. En 1839, un premier pont en maçonnerie est enfin construit, large de 21 mètres avec un tablier de 70 m de longueur. Il sera remplacé par un deuxième ouvrage en maçonnerie en 1926, mais qui révèlera pas assez large.
Le pont sera doublé en 1969 d'un deuxième ouvrage situé à proximité, en aval, le pont des Bataillons FFI, destiné à absorber le flux de circulation vers la route de Pornic et celle de Paimbœuf (RD 723), les deux ponts se partageant ainsi chacun un sens de circulation : le pont de Pont-Rousseau reçoit alors les voies venant de Rezé (dont les limites communales voisinent l'extrémité Ouest des deux ponts) à destination de Nantes. Cet ouvrage, comme le pont des Bataillons FFI, relie la rue Dos-d'Âne venant de la place Pirmil sur la rive droite, à la place Général-Sarrail sur la rive gauche, via la rue du Pont-de-Pont-Rousseau.
L'actuel ouvrage en béton a été inauguré en 1979, mais sera élargi en 1992 jusqu'à 24 m, dans sa partie amont afin d'accueillir les voies de la ligne 2 du tramway de Nantes, lesquelles seront également empruntées en 2000 par la ligne 3,.